# Pavel Dias
Pavel Dias (9. prosince 1938 Brno – 19. dubna 2021 Praha) byl český fotograf a vysokoškolský pedagog. Narodil se v Brně a dětství trávil často v Brankovicích. Po studijích na Střední škole umění a designu v Brně, kde se seznámil se svojí pozdější manželkou Hildou Misurovou-Diasovou, pokračoval na Filmovou a televizní fakultu Akademie múzických umění v Praze (FAMU), kterou po krátké přestávce dokončil v roce 1964.
Pracoval jako fotograf dokumentarista a svými fotografiemi přispíval do několika časopisů. Vedle toho působil i na univerzitách v Praze a ve Zlíně, kde vyučoval fotografií. Část života strávil i u filmu, věnoval se reklamní fotografii. Ve svém dokumentárním díle využíval jednoduché snadno čitelné kompozice. V průběhu života pracoval na různých cyklech, které průběžně prezentoval na výstavách a stále doplňoval.
Byl otcem dvou synů, Pavla, který zemřel mlád a Marka, který působí jako keramik v jižních Čechách. Pavel Dias zemřel 19. dubna 2021 v Praze a je pohřben v rodinném hrobě na hřbitově v Brně-Tuřanech.

## Život a tvorba
Narodil se 9. prosince 1938 v Brně. Otec se k němu nehlásil, vychovávala ho matka Věra. V dětství často býval v Brankovicích na jižní Moravě u prarodičů a příbuzných z matčiny strany, kteří byli za protektorátu zapojeni do protinacistického odboje a vězněni v koncentračním táboře. Matka provozovala cukrárnu v Kroměříži, ale po komunistickém převratu v roce 1948 musela živnost zavřít a pracovala jako prodavačka ve Zlíně.
Pavel Dias v letech 1954–1958 vystudoval na Střední uměleckoprůmyslové škole v Brně obor fotografie u profesora Karla Otty Hrubého. Zde se také seznámil se svou pozdější manželkou, rovněž fotografkou Hildou Misurovou-Diasovou (1940–2019). Při studiu spolupracoval s filmovým studiem ve Zlíně a pomáhal při vzniku filmu Vynález zkázy režiséra Karla Zemana. Dále studoval dva roky na FAMU v Praze kameru a fotografii a pak pracoval jako fotograf v barrandovských filmových ateliérech do roku 1961, kdy se vrátil ke studiu umělecké fotografie na FAMU, které dokončil v roce 1964 jako vůbec první absolvent tohoto oboru.
Svými fotografiemi přispíval do časopisu Mladý svět od jeho založení v roce 1959 do roku 1977. V letech 1964–1983 byl fotografem spolupracujícím s různými časopisy. Věnoval se převážně reklamní fotografii. V letech 1983–1988 působil na Střední uměleckoprůmyslové škole v Brně jako vedoucí oddělení fotografie. V letech 1989–2009 byl pedagogem na FAMU v Praze (profesorem jmenován v roce 2004), v letech 2005–2018 rovněž vyučoval fotografii na Univerzitě Tomáše Bati ve Zlíně.
Pavel Dias spolupracoval s filmem, fotografoval koně a dostihy, koncentrační tábory jako památníky holokaustu, tvořil dokumentární cykly. Realizoval projekty Planeta malého prince a Poselství malých princů na podporu dětí s hematologickým onemocněním. V roce 2008 obdržel cenu Osobnost české fotografie za dlouhodobý přínos udělovanou Asociací profesionálních fotografů České republiky.
Byl otcem dvou synů. Starší Pavel (1961–1979) zemřel jako mladý na akutní leukemii. Druhý syn Marek (* 1964) působí jako keramik a arteterapeut v Českém Krumlově a Besednici.[zdroj?]
Pavel Dias zemřel 19. dubna 2021 v Nemocnici sv. Kříže na Žižkově v Praze.[zdroj?] Urna s ostatky je uložena v rodinném hrobě na hřbitově v Brně-Tuřanech.

### Publikace (výběr)
- DIAS, Pavel. Koně formule 1/1. Praha: Pressfoto, 1985.
- Pavel Dias: Fotografie 1955–1990. Brno: Dům umění města Brna, 1990. ISBN 80-7009-024-3. Katalog výstavy.
- Pavel Dias: Hlubiny paměti. Boskovice: Muzeum Boskovicka, 2004. ISBN 80-239-4586-6. Katalog výstavy.
- Pavel Dias: Fotografie 1956–2015. Karolinum, 2015. ISBN 978-80-246-3017-5.

### Výstavy (výběr)
- Pavel Dias: Fotografie (Kabinet fotografie Jaromíra Funkeho Brno, 1963)

- Tvář dostihu (Galerie D Praha, 1979)
- Torzo holocaustu (1979)
- Pavel Dias: Fotografie (Kabinet fotografie Jaromíra Funkeho Brno, 1981)
- Pavel Dias: Fotografie (Galerie výtvarného umění Hodonín, 1988)
- Retrospektiva Pavla Diase (1989)
- Reminiscence na Paříž (1989)
- Pavel Dias: Fotografie 1955–1990 (Dům umění města Brna, 1990)
- Pavel Dias: Fotografie (Pražský dům fotografie, 1994)
- Pavel Dias: Fotografie (Slezské zemské muzeum Opava, 1995)
- Zlínské návraty (2001)
- Hlubiny paměti (Velká synagoga Plzeň, 2002)
- Památky židovské kultury na Jihovýchodní Moravě (2003)
- Pavel Dias: Padesát let s fotografií (Galerie FONS Pardubice, 2006)[14]
- Pavel Dias: Padesát / Fifty (Galerie Langhans Praha, 2009)
- Pavel Dias: Fotografie (Galerie 34 Brno, 2010)
- Pavel Dias: Fotografie (Synagoga na Palmovce Praha, 2021)
- Pavel Dias: Torzo – vzpomínky pro budoucnost (Dům U Černé Matky Boží, Praha, 13. říjen 2021 – 28. listopad 2021)[15]
- Pavel Dias: Fotografie (Červený kostel Brno, 2022)[16]
- Archiv skrytých významů [společně s Tiborem Huszárem a Karinou Golisovou] (Galéria mesta Bratislavy, 2023/2024)[17]
- Pavel Dias a Marek Dias / Black & White (Q galerie Uherský Brod, 2025)